# メガネ1番
メガネ1番（メガネいちばん）は、沖縄県沖縄市に本社を置く日本の企業・株式会社メガネ一番が運営する眼鏡・コンタクトレンズ・補聴器小売専門店チェーンである。1987年創業。

## 概要
先島諸島を含む沖縄県内全域で20店舗（中の町店はコンタクトセンター併設）を展開するチェーン。県内最大手の東江メガネと勢力を二分している。

## 店舗一覧
2010年5月現在。

### 沖縄本島北中部
- 名護店
- 読谷店
- 中の町店（コンタクトセンター併設）
- 与勝シティ店
- 石川店
- 美里店
- 愛知店
- 宇地泊店
- 浦添店
- 西原シティ店

### 沖縄本島南部
- 新都心店
- 首里店
- 小禄店
- 一日橋店
- 豊見城店
- 糸満しおざきシティ店

### 先島諸島
- 宮古店
- コンタクトセンター宮古店（宮古店とは別店舗）
- 八重山店